# ISO 3166-2:CG
ISO 3166-2:CG is een ISO-standaard met betrekking tot de zogenaamde geocodes. Het is een subset van de ISO 3166-2 tabel, die specifiek betrekking heeft op Congo-Brazzaville.
De gegevens werden tot op 26 februari 2015 geüpdatet op het ISO Online Browsing Platform (OBP). Hier worden 12 departementen - department (en) / département (fr) - gedefinieerd.
Volgens de eerste set, ISO 3166-1, staat CG voor Congo-Brazzaville, het tweede gedeelte is een één- of tweecijferig nummer of een drieletterige code .

## Codes
| Code   | Naam          |
| ------ | ------------- |
| CG-11  | Bouenza       |
| CG-BZV | Brazzaville   |
| CG-8   | Cuvette       |
| CG-15  | Cuvette-Ouest |
| CG-5   | Kouilou       |
| CG-2   | Lékoumou      |
| CG-7   | Likouala      |
| CG-9   | Niari         |
| CG-14  | Plateaux      |
| CG-16  | Pointe-Noire  |
| CG-12  | Pool          |
| CG-13  | Sangha        |